# Rio Capra (Iad)
O Rio Capra é um rio da Romênia, afluente do Spinoasa, localizado no distrito de Bihor.